# Portavoz (rapero)
Jorge Andi Ferrer Millanao (31 de octubre de 1987, Santiago, Chile), conocido artísticamente como Portavoz, es un rapero chileno, que se dio a conocer por sus letras con contenido político, reivindicativo o referido a los conflictos sociales de su país. Reconocido como uno de los "50 grandes en la historia del rap en español" por la revista Rolling Stone, en el puesto 46.

## Biografía
Andi Ferrer Millanao nació el 31 de octubre de 1987 en Santiago, Chile, siendo criado en el barrio de Conchalí. Desde muy joven se interesó por el rap, teniendo 12 años cuando empezó a escribir sus primeras letras y hacer sus primeros beats.
En 2005, pública su primer álbum, Formato de MC, una recopilación de sus maquetas autoproducidas anteriores. El propio Portavoz no considera ese disco parte de su discografía, pues ese mismo año forma parte del grupo Salvaje Decibel junto con Funky Flu, Revilo Marley y Ezer. Por lo cual muchas de las bases del grupo fueron hechas por Portavoz.
En 2007, Salvaje Decibel publica el disco Poblacional.
En 2011, pública un álbum en solitario, Escribo rap con R de Revolución. En él figuran canciones como El otro Chile, Dónde empieza (colaboración con SubVerso) y Escribo rap con R de Revolución que otorga el nombre al disco y que por lo visto obtuvieron millones de visitas.
En 2013, vuelve a publicar un disco con Salvaje Decibel, llamado Radical.
En 2019, tras una retirada de varios años, vuelve a publicar otro álbum en solitario, llamado Millanao.
En 2024, nuevamente tras cinco años saca un nuevo álbum titulado SHAKA ZOO
Portavoz, que tiene ascendencia mapuche, ha mostrado públicamente su apoyo a la causa. Incluso ha publicado una canción en dicha lengua titulada Witrapaiñ.

## Discografía

### Con Salvaje Decibel
- Poblacional (2007)
- Radical (2013)

### En Solitario
- Formato de MC (2005)
- Escribo rap con R de Revolución (2011)
- Millanao (2019)
- SHAKA ZOO (2024)